# عصيباء مبوغة
العصيباء المبوغة (الاسم العلمي: Neurospora) هي جنس من الفطريات يتبع الفصيلة المسترجسية من رتبة المسترجسيات.